# Віллареджа
Віллареджа (італ. Villareggia, п'єм. La Vila Regia) — муніципалітет в Італії, у регіоні П'ємонт,  метрополійне місто Турин.
Віллареджа розташована на відстані близько 530 км на північний захід від Рима, 36 км на північний схід від Турина.
Населення — 1049 осіб (2014).
Щорічний фестиваль відбувається 11 листопада. Покровитель — святий Мартин.

## Демографія
Населення за роками:

Станом на 1 січня 2023 року в муніципалітеті офіційно проживав 61 іноземець з 9 країн, серед них 47 громадян країн Євросоюзу та 4 громадяни України.

## Сусідні муніципалітети
- Чильяно
- Мацце
- Монкривелло
- Віске